# Iákovos Pendarás
Iákovos Pendarás (grec moderne : Ιάκωβος Πενταράς) , né le 15 décembre 1969, est un pilote de rallye chypriote.

## Biographie
Iákovos Pendarás commence sa carrière automobile en 1992 par le 20ème Rothmans Cyprus Rally sur une Lada Samara 2108. Il termine ce dernier à la 30ème place au classement général.
Il prend part à 105 départs (dont 1 en Championnat du Monde, 8 en Championnat d'Europe, 2 en MERC, 28 en Championnat de Chypre et 50 en Championnat de Chypre Speed Rally) pour 1 victoire et 11 abandons.
Il effectue son dernier rallye en 2023 par le Dionysos Rally Sprint sur une Mitsubishi Lancer Evo VI et termine à la 11ème place au classement général.

## Palmarès

### Victoires en rallyes
| Année | Rallye              | Voiture                  |
| ----- | ------------------- | ------------------------ |
| 2016  | Anadiou Rallysprint | Mitsubishi Lancer Evo VI |